# Kalven (Stensele socken, Lappland, 723162-158356)
Kalven är en sjö i Storumans kommun i Lappland och ingår i Umeälvens huvudavrinningsområde. Sjön har en area på 0,0902 kvadratkilometer och ligger 362 meter över havet. Sjön avvattnas av vattendraget Lombäcken.

## Delavrinningsområde
Kalven ingår i det delavrinningsområde (723211-158361) som SMHI kallar för Inloppet i Säventräsket. Medelhöjden är 376 meter över havet och ytan är 3,27 kvadratkilometer. Räknas de 2 avrinningsområdena uppströms in blir den ackumulerade arean 75,78 kvadratkilometer. Lombäcken som avvattnar avrinningsområdet har biflödesordning 3, vilket innebär att vattnet flödar genom totalt 3 vattendrag innan det når havet efter 263 kilometer. Avrinningsområdet består mestadels av skog (40 procent) och sankmarker (46 procent). Avrinningsområdet har 0,09 kvadratkilometer vattenytor vilket ger det en sjöprocent på 2,7 procent.